# 弗拉涅 (索恩-卢瓦尔省)
弗拉涅（法語：Fragnes，法語發音：[fʁaɲ]）是法国索恩-卢瓦尔省的一个旧市镇，属于索恩河畔沙隆区。2016年，弗拉涅与市镇拉卢瓦耶尔合并为新市镇弗拉涅-拉卢瓦耶尔，弗拉涅为新市镇行政中心。

## 地理
弗拉涅（46°50'3"N, 4°50'46"E）面积3.86 平方千米，位于法国勃艮第-弗朗什-孔泰大區索恩-卢瓦尔省，该省份为法国中部省份，北起顺时针与科多尔省、汝拉省、安省、罗讷省、卢瓦尔省、阿列省和涅夫勒省接壤。
与弗拉涅接壤的市镇（或旧市镇、城区）包括：拉卢瓦耶尔、索恩河畔沙隆。

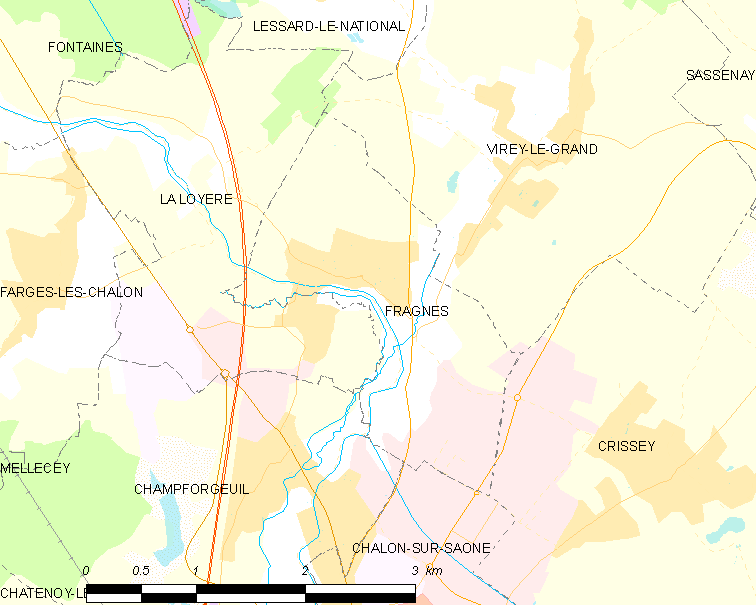
的OSM定位图

弗拉涅的时区为UTC+01:00、UTC+02:00（夏令时）。

## 行政
弗拉涅的邮政编码为71530，INSEE市镇编码为71204。

## 政治
弗拉涅所属的省级选区为索恩河畔沙隆第一县。

## 人口

1962-2008年间人口变化图示

弗拉涅于2013时的人口数量为1024人。